# William Kirkpatrick

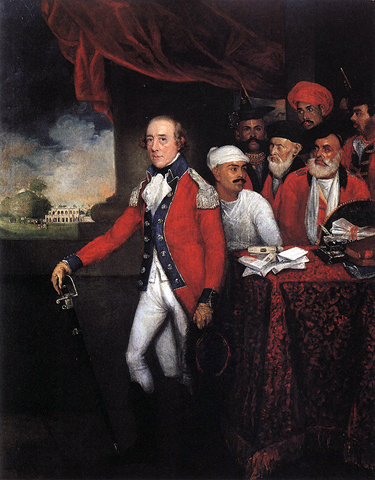
Colonel William Kirkpatrick

William Kirkpatrick (Ierland, 1754 - Londen, 22 augustus 1812) was een Brits koloniaal diplomaat en militair in Indië. Hij diende als resident aan het hof van de maharadja van Gwalior en de nizam van Haiderabad en leidde in 1793 een diplomatieke missie naar Nepal. Dit was de eerste keer dat een westerse expeditie doordrong in het isolationistische Nepal.

## Levensloop
William Kirkpatrick was de zoon van kolonel James Kirkpatrick en een zekere mrs. Booth, een van diens talloze minnaressen. De kolonel was een avonturier en charmeur van Ierse afkomst die als militair diende in Madras en op Sumatra. Hij verwekte talloze kinderen uit buitenechtelijke relaties. Hoewel hij William niet erkende financierde hij diens Ierse kostschool. In 1771 werd William Kirkpatrick dankzij zijn vaders interventie tot kadet bij van de East India Company benoemd en zeilde hij naar Indië. Daar klom hij als militair langzaam op in rang en leerde hij inheemse talen.
Na 13 jaar in Indië keerde Kirkpatrick in 1784 terug naar Engeland wegens zijn zwakke gezondheid. Hij leed de rest van zijn leven aan reuma. Hij nam twee onechte kinderen die hij bij een inheemse vrouw had verwekt mee terug om bij zijn vader achter te laten, die zich in Kent gevestigd had. Kirkpatrick zelf kon zonder geld of aanzien geen toekomst in Engeland verwachten en keerde daarom terug naar Indië. Daar trouwde Kirkpatrick in september 1785 met Maria Pawson. Vier dochters uit dit huwelijk zouden hun vader overleven, maar het was geen gelukkig huwelijk. Pawson verliet haar man in 1788 en reisde uiteindelijk alleen naar Engeland. In 1797 volgde een echtscheiding.
In 1786 werd Kirkpatrick benoemd tot resident bij Mahadji Scindia, de maharadja van Gwalior. De benoeming was geen succes, waarschijnlijk omdat Kirkpatrick gewend was geraakt aan de minutieuze etiquette van de Mogolcultuur in Bengalen. Scindia was een hindoeïstische Marathi die dergelijke noties van diplomatie miste en zich al snel begon te ergeren aan wat hij als een arrogante houding van de resident ervoer. Kirkpatrick aan de andere kant, voelde zich constant genegeerd en vernederd door de maharadja. In oktober 1787 diende hij daarom zijn ontslag in, in de veronderstelling dat Lord Cornwallis, de gouverneur-generaal van Brits-Indië, hem wel een andere positie zou aanbieden. Cornwallis was op dat moment echter druk met de voorbereiding van een oorlog met Mysore en kon de onnodige diplomatieke problemen die Kirkpatrick veroorzaakte missen als kiespijn. Hij accepteerde het ontslag direct en gunde Kirkpatrick pas een tweede kans in 1792.
Als taalkenner was Kirkpatrick een goede kandidaat om een diplomatieke missie naar Nayakote, de toenmalige hoofdstad van de Nepalese Gorkhali sjahs te sturen. Nepal had zijn gebied in de voorgaande decennia uitgebreid van Kasjmir tot Bengalen en weigerde Britse diplomaten, handelaren of reizigers toe te laten. In 1790 werd het koninkrijk echter geconfronteerd met een (Manchu-)Chinese invasie en riep het de Britten te hulp. In plaats van directe militaire steun koos Cornwallis voor een voorzichtige aanpak. De diplomatieke missie onder Kirkpatrick had de opdracht om tussen de partijen te bemiddelen en diplomatieke en handelsbetrekkingen met Nepal en Tibet aan te knopen. De Chinezen hadden zich echter al teruggetrokken toen Kirkpatrick arriveerde, nadat de Nepalezen een vernederend verdrag hadden getekend. Een verzoek om het land op te meten werd door de Gorkhali's afgewezen en Kirkpatrick wist ook diplomatiek weinig gedaan te krijgen, maar de missie gold als een belangrijke doorbraak in de verkenning van de Himalaya's. Kirkpatrick was de eerste westerse ontdekkingsreiziger die in het gebied doordrong en schreef over zijn observaties en ervaringen een boek (A Description of the Kingdom of Nepaul, 1811) dat goed werd ontvangen. Bovendien raakte hij weer in de gratie van Cornwallis.
In 1795 werd Kirkpatrick tot resident in Haiderabad benoemd, als opvolger van zijn levenslange vriend (en mogelijk minnaar) John Kennaway. Van de nieuwe gouverneur-generaal, John Shore, had hij de opdracht gekregen strikt neutraal te blijven bij conflicten tussen inheemse heersers. Voor de nizam van Haiderabad was dat een teleurstelling omdat hij een oorlog voorbereidde tegen de Maratha's en op Britse steun hoopte. Kirkpatrick vergezelde de nizam tijdens diens fatale veldtocht in begin 1795, maar nam niet deel aan de gevechten. Toen de troepen van de nizam na de slag bij Khardla belegerd en uitgehongerd werden door de Maratha's leden de Britten ook verliezen. Kirkpatrick was in april 1795 terug in Haiderabad maar de tocht had een zware tol op zijn gezondheid geëist. Hij leed aan reuma en gebruikte opium om de pijn te verlichten.
De Britten waren uit de gratie geraakt ten gunste van de Fransen, die een groeiend garnizoen in Haiderabad hadden gelegerd. Twee jaar later werd Kirkpatrick met verlof naar de Kaap gestuurd. Zijn broer James Achilles volgde hem op als resident. Dit had waarschijnlijk het einde van zijn loopbaan betekend had hij in Kaapstad niet toevallig Richard Wellesley ontmoette, de nieuwe gouverneur-generaal die op doorreis naar Calcutta op de Kaap oponthoud had. Wellesley was een scherpe observator en noteerde miniem alle informatie die Kirkpatrick hem over Brits-Indië en de sterkte van de Franse troepen kon verstrekken. Hij was zo onder de indruk van Kirkpatricks kennis dat hij hem begin 1798 overhaalde als zijn persoonlijke secretaris mee terug naar Calcutta te reizen.
De broers Kirkpatrick hielpen Wellesley het Franse garnizoen te ontmantelen. Toen Haiderabad terug in de Britse invloedssfeer kwam, was de weg vrij om ook Mysore aan te pakken. Kirkpatrick werkte mee aan de voorbereiding van een nieuwe oorlog en na de overwinning aan het verdelen van de buit. In 1801 werd hij benoemd tot resident aan het hof van de peshwa in Poona, maar wegens zijn slechte gezondheid kreeg hij al in hetzelfde jaar verlof om naar Engeland te varen.
Terug in Engeland besteedde hij zijn tijd aan het vertalen van Tipu Sultans dagboeken en correspondentie en zijn verslag over de missie naar Nepal. In zijn laatste jaren nam hij steeds hogere doses laudanum en hij overleed in 1812 aan een overdosis.